# Root Down
"Root Down" è un EP dei Beastie Boys uscito nel 1995.

## Tracce
1. Root Down (Free Zone Mix) - (3:48)
2. Root Down (LP) - (3:31)
3. Root Down (PP Balloon Mix) - (3:30)
4. Time To Get Ill (Live) - (1:59)
5. Heart Attack Man (Live) - (2:08)
6. The Maestro (Live) - (3:14)
7. Sabrosa (Live) - (2:53)
8. Flute Loop (Live) - (1:39)
9. Time For Livin'  (Live) - (1:58)
10. Something's Got To Give (Live) - (4:57)

- Il brano Something's Got To Give (Live) dura 3:58. Dopo 30 secondi di silenzio (3:58 - 4:28) inizia una traccia nascosta senza titolo.

## Formazione
- Michael Diamond - voce e batteria
- Adam Horovitz - voce e chitarra
- Adam Yauch - voce, basso e contrabbasso
- Mark Nishita - tastiere
- Dj Hurricane - Dj